# 金振吉
金振吉（中国朝鲜语：／，1959年2月—），吉林延吉人。男，朝鮮族。中华人民共和国政治人物。1979年8月參加工作，1979年11月加入中國共產黨。吉林大學世界經濟專業畢業，在职研究生学历，经济学博士学位。中共第十七屆、第十八届中央候補委員，第十八届中央委员（2015年10月增补）。第十屆全國人大代表。曾任吉林省人大常委会副主任、党组书记。

## 生平
1978年4月，金振吉进入吉林省延边师范专科学校中文专业学习，1979年8月到1980年9月任吉林省汪清县仲坪中学教师。1980年9月任共青团吉林省延边朝鲜族自治州委宣传部干事。1979年7月到1984年7月在延边大学汉语专业在职本科学习。
1983年9月起历任共青团龙井县委书记，中共龙井县委常委、团县委书记，中共龙井县委副书记，共青团中央青农部干事、副处长，共青团吉林省委青农部部长，共青团吉林省委副书记兼省青聯主席。1995年1月任共青團吉林省委書記，1997年11月任中共延邊朝鮮族自治州委副書記、延吉市委书记。2002年12月任延边朝鲜族自治州人民政府州長。
2007年3月，48岁的金振吉任吉林省人民政府副省長，晋升副部级。2011年4月，升任中共吉林省委常委、政法委书记。2015年10月，在中共十八届五中全会上被增补为中央委员会委员。2017年1月，当选中国人民政治协商会议吉林省委员会副主席，2017年5月卸任吉林省委常委职务。2018年2月24日，当选为第十三届全国人大代表。